# Mehalmudi
Mehalmudi (nep. मेहलमुडी) – gaun wikas samiti w zachodniej części Nepalu w strefie Karnali w dystrykcie Kalikot. Według nepalskiego spisu powszechnego z 2011 roku liczył on 816 gospodarstw domowych i 4971 mieszkańców (2533 kobiety i 2438 mężczyzn).